# David Musulbes
David Musulbes (Čocheli) (rusky Давид Мусульбес), (gruzínsky დავით მუსულბესი (ჩოხელი)) a (slovensky David Musuľbes), (* 28. května 1972 v Ordžonikidze, Sovětský svaz) je bývalý ruský zápasník volnostylař gruzínského původu, olympijský vítěz z roku 2000. V roce 2008 krátce reprezentoval Slovensko.

## Sportovní kariéra
Zápasit začal v 10 letech v rodném Vladikavkazu pod vedením Savela Mojsejeviče. V ruské seniorské reprezentaci se poprvé objevil v roce 1993 v těžké váze. Připravoval se v tréninkové skupině Kazbega Dedegkajeva společně s veterány Macharbekem Chadarcevem a Leri Chabelovim. V roce 1996 musel zkušenějšímu Chabelovimu ustoupit při nominaci na olympijské hry v Atlantě. V roce 2000 si nominaci na olympijské hry v Sydney vybojoval. Bez ztráty bodu postoupil ze základní skupiny a ve finále se utkal s rodákem ze Severní Osetie Arturem Tajmazovem reprezentujícím Uzbekistán. Po napínavém průběhu ho dokázal porazit o tři body a získal zlatou olympijskou medaili. Po olympijských hrách vyšel najevo jeho původ. V několika rozhovorech prohlašoval, že není Oset, ale Gruzín. Jeho rodina utekla do Severní Osetie před krevní mstou z gruzínské hornaté oblasti Chevi a změnila identitu. Jeho rodové jméno po otci je Čocheli a po matce Butchuzi.
Po zisku zlaté olympijské medaile se přesunul do armádního tréninkového centra CSKA v Moskvě a patřil k oporám ruské reprezentace vedené Džambolatem Tedejevem. Od roku 2003 však jeho místo reprezentační jedničky začal ohrožovat Kuramagomed Kuramagomedov a v roce 2004 s ním prohrál nominaci na olympijské hry v Athénách.

### Start za Slovensko
V roce 2007 byl stále členem širšího reprezentačního výběru Ruska, když dostal nabídku reprezentovat Slovensko od bývalého slovenského reprezentanta Rodiona Kertantyho původem ze Severní Osetie. V květnu 2007 Kertanty společně s prezidentem slovenského zápasnického svazu Peterem Marčekem pro něho začali vyřizovat občanství. Slovenské občanství obdržel v září téhož roku.
V roce 2008 se poprvé představil v slovenských barvách na mistrovství Evropy. Probojoval se do finále, ve kterém podlehl Gruzínci Davitu Modzmanašvilimu. Gruzínec byl však záhy pozitivně testován a tak dodatečně získal titul mistra Evropy. V srpnu startoval na olympijských hrách v Pekingu a dle vlastních slov byl připraven na zisk zlaté olympijské medaile. V semifinále však nestačil na "lépe připraveného", v roce 2016 z dopingu usvědčeného Artura Tajmazova a nakonec pro samostatné Slovensko vybojoval historickou bronzovou, po dopingu Tajmazova stříbrnou olympijskou medaili v zápase ve volném stylu. Po olympijských hrách jevil zájem vydržet do olympijských her v roce 2012, ze které však záhy sešlo. V roce 2009 žil s rodinou v Moskvě, podnikal ve stavebnictví a o vrcholový zápas nejevil zájem. Na Slovensku ještě v roce 2012 marně doufali, že bude připravený bojovat o olympijské hry v Londýně. Tehdy se definitivně vyjádřil, že se zápasením končí.

## Výsledky
| Turnaj             | Rusko      | Rusko      | Rusko      | Rusko           | Rusko           | Rusko           | Rusko           | Rusko           | Rusko           | Rusko           | Rusko           | Rusko           | Rusko           | Rusko           | Slovensko       |
| Turnaj             | 1994       | 1995       | 1996       | 1997            | 1998            | 1999            | 2000            | 2001            | 2002            | 2003            | 2004            | 2005            | 2006            | 2007            | 2008            |
| Turnaj             | 22         | 23         | 24         | 25              | 26              | 27              | 28              | 29              | 30              | 31              | 32              | 33              | 34              | 35              | 36              |
| Turnaj             | těžká váha | těžká váha | těžká váha | supertěžká váha | supertěžká váha | supertěžká váha | supertěžká váha | supertěžká váha | supertěžká váha | supertěžká váha | supertěžká váha | supertěžká váha | supertěžká váha | supertěžká váha | supertěžká váha |
| ------------------ | ---------- | ---------- | ---------- | --------------- | --------------- | --------------- | --------------- | --------------- | --------------- | --------------- | --------------- | --------------- | --------------- | --------------- | --------------- |
| Olympijské hry     |            |            | —          |                 |                 |                 | 1.              |                 |                 |                 | —               |                 |                 |                 | 2.              |
| Mistrovství světa  | 3.         | 11.        |            | 3.              | —               | —               |                 | 1.              | 1.              | —               |                 | —               | —               | —               |                 |
| Mistrovství Evropy | 8.         | 1.         | 3.         | 1.              | 3.              | —               | 2.              | 1.              | 1.              | 1.              | —               | —               | —               | —               | 1.              |